# Ahriman (együttes)
Az Ahriman egy szegedi black metal zenekar, 1993-ban alakult, így a stílus egyik legrégebbi hazai képviselője.

## Diszkográfia

### Nagylemezek
- Naturegate (2001)
- Ködkín ösvény - Mistpain Path (2005)
- Őskő (2019)
- Kehely (2022)

### Egyebek
- Sanctuary of Darkness (demo, 1994)
- The Return of the Black Feelings (demo, 1996)
- ...from the Dark Nature (EP, 1997)
- Promo '98 (demo, 1998)
- A Tribute to Tormentor (split, 1998)
- The Early Years (válogatás, 2008)
- Bőrkoporsó (EP, 2016)
- Őskő (kislemez, 2018)